# Hugo Alejandro Pineda Constantino
Hugo Alejandro Pineda Constantino (Ciudad Madero, 26 agosto 1940) è un ex calciatore messicano, di ruolo portiere.